# Teray Smith
Teray Smith (* 28. September 1994 in Freeport) ist ein bahamaischer Leichtathlet, der in den Sprintdisziplinen antritt.

## Sportliche Laufbahn
Erste internationale Erfahrungen sammelte Teray Smith bei den CARIFTA-Games 2010 in George Town, bei denen er in der ersten Runde über 100 und 200 Meter ausschied. 2012 gewann er bei den CARIFTA-Games in Devonshire die Bronzemedaille über 200 Meter und Gold mit der bahamaischen 4-mal-100-Meter-Staffel. Daraufhin gewann er bei den Panamerikanischen-Juniorenmeisterschaften in San Salvador die Goldmedaille im 100-Meter-Lauf sowie Silber mit der Staffel. Über 200 Meter erreichte er das Finale, trat dort aber nicht noch einmal an. Anschließend nahm er an den Juniorenweltmeisterschaften in Barcelona teil und belegte dort den siebten Platz über 200 Meter sowie Platz sechs mit der Staffel. Zudem schied er über 100 Meter mit 10,44 s im Halbfinale aus.
2013 siegte er bei den CARIFTA-Games in Nassau über 200 Meter und belegte über 100 Meter den sechsten Platz. 2014 nahm er zum ersten Mal an den Commonwealth Games in Glasgow teil und schied dort im Halbfinale über 200 Meter aus. Zudem belegte er mit der bahamaischen Stafette in 39,16 s den fünften Platz. 2015 schied er mit der Staffel in der Vorrunde der Panamerikanischen Spielen in Toronto aus. Anschließend belegte er bei den NACAC-Meisterschaften in San José Platz sechs über 200 Meter und Platz acht mit der Staffel. Bei den Weltmeisterschaften in Peking schied er über 200 Meter mit 20,91 s in der ersten Runde aus, wie auch mit der 4-mal-100-Meter-Staffel in 38,96 s.
2016 qualifizierte er sich über 200 Meter für die Olympischen Spiele in Rio de Janeiro, bei denen er mit 20,66 s im vierten Vorlauf ausschied. Auch bei den Weltmeisterschaften in London schied er über 200 Meter in 20,77 s in der Vorrunde aus, wie auch mit der Staffel. 2018 nahm er erneut an den Commonwealth Games im australischen Gold Coast teil, gelangte dort über 200 Meter bis in das Halbfinale und gewann mit der 4-mal-400-Meter-Staffel in 3:01,92 min die Silbermedaille hinter Botswana.
Er ist Student an der Auburn University in Alabama.

## Persönliche Bestzeiten
- 100 Meter: 10,32 s (+0,7 m/s), 27. Juni 2014 in Nassau
  - 60 Meter (Halle): 6,67 s, 13. Februar 2015 in Fayetteville
- 200 Meter: 20,25 s (−0,5 m/s), 27. Mai 2017 in Lexington
  - 200 Meter (Halle): 20,75 s, 10. Februar 2017 in Clemson